# Піщане (Чечня)
Піщане (рос. Песчаное) — селище у Шелковському районі Чечні Російської Федерації.
Населення становить 20 осіб. Входить до складу муніципального утворення Бурунське сільське поселення.

## Історія
Згідно із законом від 14 липня 2008 року органом місцевого самоврядування є Бурунське сільське поселення.

## Населення
| 1990 | 2002 | 2010 |
| ---- | ---- | ---- |
| 151  | ↘97  | ↘20  |